# Picrophloeus
Picrophloeus é um género de plantas com flores pertencentes à família Gentianaceae.
A sua área de distribuição nativa vai da Malásia à Nova Guiné.
Espécies:
- Picrophloeus belukar (K.M.Wong & Sugau) K.M.Wong
- Picrophloeus collinus (K.M.Wong & Sugau) K.M.Wong
- Picrophloeus javanensis Blume
- Picrophloeus rugulosus (K.M.Wong & Sugau) K.M.Wong